# Slip of the Tongue
Slip of the Tongue – ósmy album muzyczny grupy rockowej Whitesnake wydany w listopadzie 1989 roku.

## Lista utworów
1. „Slip of the Tongue” – 5:20
2. „Cheap an' Nasty” – 3:28
3. „Fool for Your Loving” (Coverdale, Micky Moody, Bernie Marsden) – 4:10
4. „Now You're Gone” – 4:11
5. „Kittens Got Claws” – 5:00
6. „Wings of the Storm” – 5:00
7. „The Deeper the Love” – 4:22
8. „Judgment Day” – 5:15
9. „Slow Poke Music” – 3:59
10. „Sailing Ships” – 6:02

## Single
- „Fool for Your Loving”
- „Slip of the Tongue”
- „Now Youre Gone”
- „The Deeper the Love”
- „Slow Poke Music”

## Twórcy
- David Coverdale – wokal
- Steve Vai – gitara
- Adrian Vandenberg – gitara[4]
- Rudy Sarzo – gitara basowa
- Tommy Aldridge – perkusja
- Don Airey – gościnnie keyboard

## Certyfikaty i sprzedaż
| Kraj                     | Certyfikat      | Sprzedaż   |
| ------------------------ | --------------- | ---------- |
| Stany Zjednoczone (RIAA) | platynowa płyta | 1 000 000+ |
| Wielka Brytania (BPI)    | złota płyta     | 100 000+   |